# شابندر
الشابندر أو الشاه بندر أو الشهبندر في الدولة العثمانية، هو لقب قنصل الدولة ويطلق على شيخ التجار.